# 昂特勒皮埃尔
昂特勒皮埃尔（法語：Entrepierres，法語發音：[ɑ̃tʁəpjɛʁ]，意为“在石头之间”）是法国上普罗旺斯阿尔卑斯省的一个市镇，属于福卡尔基耶区。

## 地理
昂特勒皮埃尔（44°11'13"N, 5°59'38"E）面积47.79 平方千米，位于法国普罗旺斯-阿尔卑斯-蓝色海岸大区上普罗旺斯阿尔卑斯省，该省份为法国东南部内陆省份，北起上阿尔卑斯省，西接沃克吕兹省，西北接德龙省，南至瓦尔省，东临滨海阿尔卑斯省，东北部与意大利接壤。
与昂特勒皮埃尔接壤的市镇（或旧市镇、城区）包括：勒卡斯泰拉尔梅朗、佩潘、圣热涅、萨利尼亚克、锡斯特龙、苏里布、托阿尔、瓦莱尔讷。

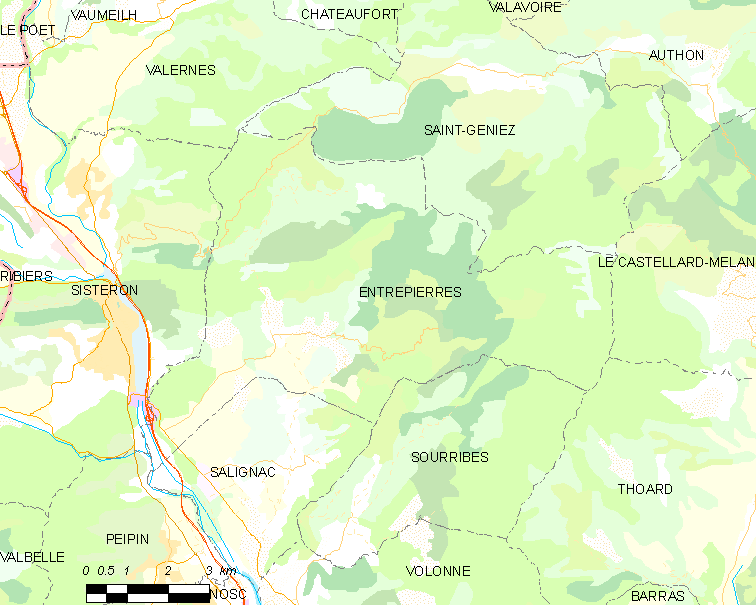
昂特勒皮埃尔的OSM定位图

昂特勒皮埃尔的时区为UTC+01:00、UTC+02:00（夏令时）。

## 行政
昂特勒皮埃尔的邮政编码为04200，INSEE市镇编码为04075。

## 政治
昂特勒皮埃尔所属的省级选区为锡斯特龙县。

## 人口

1962-2008年间昂特勒皮埃尔人口变化图示

昂特勒皮埃尔于2022年1月1日时的人口数量为409人。